# 小行星8681
小行星8681（8681 Burs）是一颗绕太阳运转的小行星，为主小行星带小行星。该小行星于1992年3月2日发现。

## 轨道参数
小行星8681的轨道半长轴为3.0502866 UA，离心率为0.172。